# Kampvuur (Vlug)
Camp Fire is een kunstwerk in Amstelveen.
Het kunstmatige kampvuur is een schepping van kunstenaar Wilhelmus "Pim" Vlug, een op 15 februari 1962 in Gouda geboren kunstenaar en DJ. Hij genoot zijn opleiding aan de Gerrit Rietveld Academie. Hij maakte Camp Fire voor het Amsterdam Light Festival, versie 3; het werd geplaatst bij de Hortus Botanicus. In 2017 werd Camp Fire verplaatst naar het Amstelveense Uilenstede, universiteitscampus. DUWO, beheerder van de gebouwen, wilde na herinrichting van de terreinen een lichtkunstwerk. Het zou een ontmoetingsplaats moeten worden met mensen, warmte en gezelligheid. Het werk bestaat uit acht boomstammen, waaruit het vuur lijkt te komen, maar ze dienen als zitbankjes. Het vuur wordt weergegeven door lichtgevende vlammen van polyester. Het geheel meet vijf meter in omtrek en 3,6 meter hoog.   